# لاستیک بوتیل

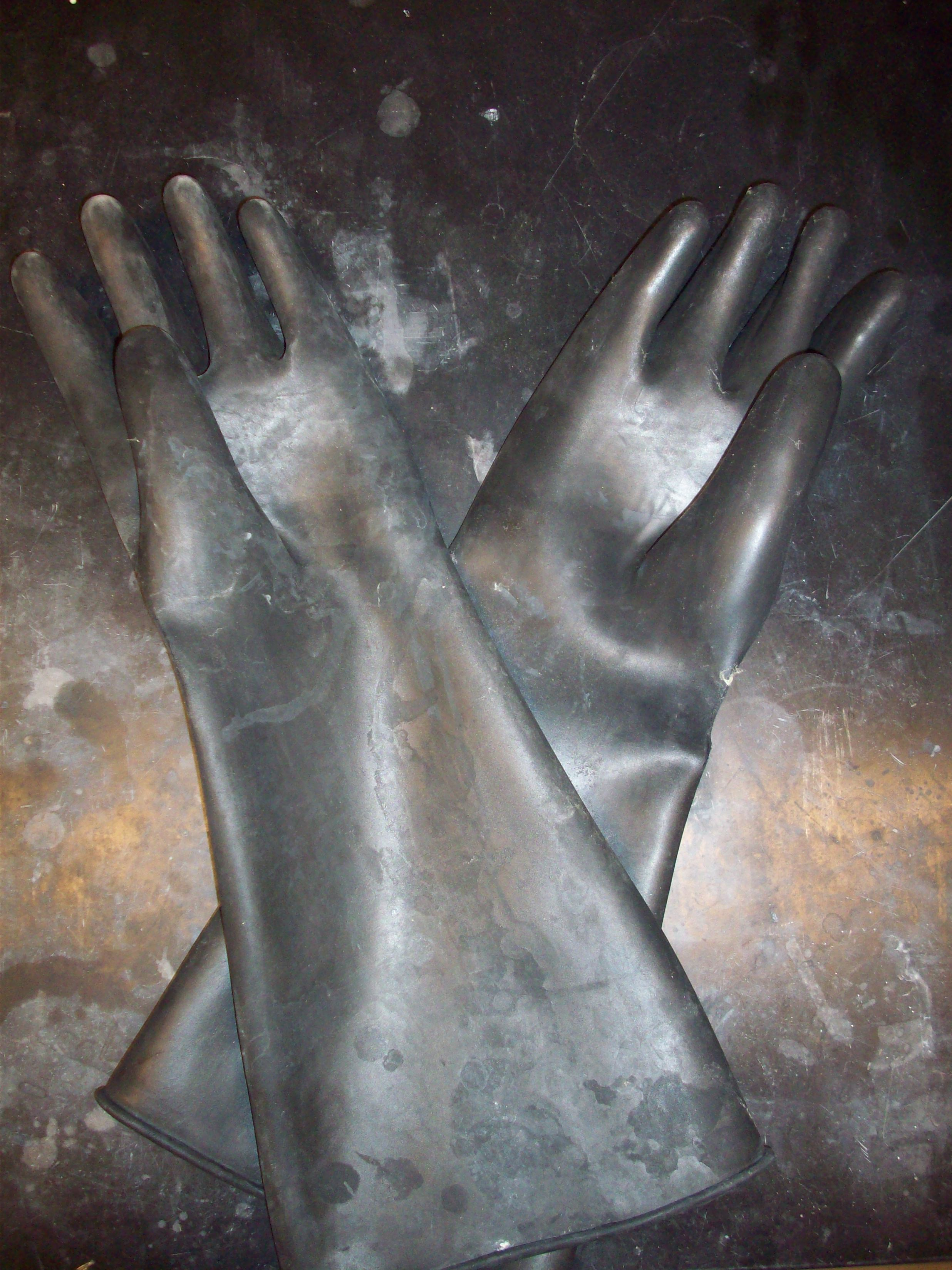
دستکش‌های ساخته شده با لاستیک بوتیلی

لاستیک بوتیل (به انگلیسی: Butyl rubber)، که اغلب تنها «بوتیل» خوانده می‌شود، لاستیکی مصنوعی، پلیمری ناهمگن از ایزوبوتیلن و ایزوپرن است. حروف اختصاری IIR نمایانگر لاستیک ایزوبوتیلن ایزوپرن هستند. پلی ایزوبوتیلن، که PIB یا پلی ایزوبوتن با فرمول مولکولی {\displaystyle {\ce {(C4H8)_{n}}}} پلیمری همگن از ایزوبوتیلن یا ۲-متیل ۱-پروپن است که لاستیک بوتیلی بر پایهٔ آن تشکیل می‌شود. لاستیک بوتیلی از پلیمری شدن حدود ۹۸ درصد ایزوبوتیلن با ۲ درصد ایزوپرن تولید می‌شود. از لحاظ ساختاری، پلی ایزوبوتیلن مشابه پلی پروپیلن است با این تفاوت که روی هر کربن در میان به جای یک گروه، دو گروه متیل دارد. پلی ایزوبوتیلن یک مادهٔ ویسکوالاستیک بی‌رنگ یا با رنگ زرد کمرنگ است. این ماده به‌طور کل، بی‌بو و بی‌مزه است، هرچند می‌تواند دارای بوی مشخصهٔ خفیفی باشد.

## مشخصات
لاستیک بوتیلی نفوذناپذیری فوق‌العاده‌ای مقابل نفوذ گازها دارد و قسمت‌های طویل پلی ایزوبوتیلن زنجیر پلیمری آن باعث بروز خواص انعطاف‌پذیری خوبی می‌شود.
فرمول پلی ایزوبوتیلن: {\displaystyle {\ce {-(-CH2-C(CH3)2-)n-}}}
فرمول لاستیک ایزوبوتیلن ایزوپرن:
این ماده می‌تواند از مونومر ایزوبوتیلن {\displaystyle {\ce {CH2=C(CH3)2}}} با فرایند پلیمری شدن افزودن کاتیونی تولید شود.
لاستیک بوتیلی که یک لاستیک مصنوعی، یا الاستومر است، در برابر هوا نفوذناپذیر است و در بسیاری از مواردی که لاستیک مقاوم در برابر نفوذ هوا نیاز است استفاده می‌شود. پلی ایزوبوتیلن و لاستیک بوتیلی در ساخت مواد چسبی، مواد شیمیایی کشاورزی، ترکیبات فیبرهای نوری، اورینگ‌ها، چسب‌های آکواریوم، مواد آب‌بندی، سلفون‌ها، سیالات الکتریکی، روان‌کننده‌ها، کاغذ، محصولات مراقبت فردی، غلیظ‌کننده‌های رنگدانه، برای اصلاح مواد لاستیکی و پلیمری برای آب‌بندی و محافظت از تجهیزاتی که در محیط‌های با حضور اسلحه‌های شیمیایی قرار دارند، به عنوان افزونه‌های سوخت، و آدامس استفاده می‌شود. اولین استفادهٔ اصلی از لاستیک بوتیلی جدارهٔ داخلی تیوب تایر بود. این استفاده کماکان مهم‌ترین بخش از استفادهٔ این ماده در بازار است.

## تاریخچه
ایزوبوتیلن توسط مایکل فارادی در سال ۱۸۲۵ کشف شد. پلی ایزوبوتیلن ابتدا در سال ۱۹۳۱ توسط بخش ب آ اس اف مؤسسهٔ آی جی فاربن با استفاده از کاتالیست برن تری‌فلوئورید در دمای پایین توسعه یافت و با عنوان تجاری اپانول-بی فروخته شد. پلی ایزوبوتیلن همچنان به عنوان هستهٔ اصلی تجاری ب آ اس افباقی مانده‌است.
بعد از آن، پلی ایزوبوتیلن در سال ۱۹۳۷ توسط دو محقق به نام‌های ویلیام ج. اسپارکس و رابرت ام. توماس در آزمایشگاه شرکت استاندارد اویل شهر لیندن نیوجرسی به لاستیک بوتیلی توسعه یافت. امروزه بیشتر تأمین جهانی لاستیک بوتیلی توسط دو شرکت اکسون موبیل (یکی از زیر شاخه‌های استاندارد اویل) و مجموعه تجاری پلیمر کانادا، شرکت فدرالی پادشاهی تأسیس شده در ۱۹۴۲ برای تولید لاستیک مصنوعی برای جایگزینی کمبود تأمین خارجی جنگ جهانی دوم، تولید می‌شود.
پلی ایزوبوتیلن یک پلیمر همگن با وزن مولکولی بالا (صد تا چهارصد هزار و بیش‌تر)، یک الاستومر پلیولفین است: مادهٔ لاستیک-مانندی سفت ولی منبسط شونده در محدوده دمایی گسترده، کم چگال(۰٫۹۱۳–۰٫۹۲۰) دارای نفوذپذیری کم و خواص الکتریکی فوق‌العاده.
در دهه‌های ۱۹۵۰ و ۱۹۶۰، لاستیک بوتیلی هالوژنی شده (هالوبوتیل) در گونه‌های کلری شده (کلروبوتیل) و برمی شده (بروموبوتیل)، با نرخ‌های ترمیم بسیار زیاد ضمن حرارت دیدن و سفت شدن با لاستیک‌هایی نظیر لاستیک طبیعی و لاستیک استیرن-بوتادین توسعه یافت. هالوبوتیل امروزه مهم‌ترین ماده برای آستر داخلی تایرهای تیوب‌لس تلقی می‌شود. فرانسیس پی. بالدوین با اختراعاتی در راستای این توسعه‌ها، موفق به دریافت مدال گودیر چارلز گشت.
در بهار ۲۰۱۳ دو واقعه از آلودگی دریایی مربوط به پلی ایزوبوتیلن در کانال انگلیس رخ داد که بدترین آلودگی مربوط به آب‌های انگستان طی دهه‌ها شناخته شد. طبق تخمین آر اس پی بی بیش از ۲۶۰۰ مرغ دریایی با پلی ایزوبوتیلن کشته شدند و صدها مرغ دریایی دیگر نیز نجات پیدا کرده و سم زدایی شدند.

## موارد استفاده

### مواد منفجره
پلی ایزوبوتیلن به عنوان عامل بسته‌بندی مواد منفجره پلاستیکی نظیر سی-چهار در صنایع منفجره استفاده می‌شود. بسته‌بندی پلی ایزوبوتیلن به دلیل سهولت کار کردن و شکل دهی، و همچنین افزایش شدت انفجار پیش از موعد استفاده می‌شود.

### بلندگوها و وسایل صوتی
لاستیک بوتیلی به‌طور خاص در حواشی بلندگوها استفاده می‌شود. به دلیل خراب کنندگی فوم، این ماده جایگزین فوم در حواشی بلندگوها شد. در حالی که بلندگوهای قدیمی از فوم استفاده می‌کنند، اغلب اسپیکرهای امروزی از لاستیک بوتیلی استفاده می‌کنند.

### وسایل ورزشی
لاستیک بوتیلی برای جدارهٔ توپی توپ‌های ورزشی استفاده می‌شود تا بخش داخلی مقاوم به نفوذ آب مستحکمی را تأمین کند.

### ضد نشت کردن و تعمیر سقف
درزگیر لاستیک بوتیلی برای ضد نشت کردن، تعمیر لاستیکی سقف، و برای ادامهٔ کارکرد غشاهای سقف (به خصوص در لبه‌ها) استفاده می‌شود. چون که بسیاری از وسایل ثابت سقف مانند دریچه‌های تهویهٔ هوا و لوله‌کشی‌ها به‌طور قابل ملاحظه‌ای از درزبندی سقف می‌کاهند، مهم است که آن را درزگیری و ثابت کرد.
تعمیر لاستیکی سقف معمولاً به نوع خاصی از مواد مورد استفاده در سقف اشاره می‌کند که از مونومرهای اتیلن پروپیلن دین ساخته شده‌اند.
برای بقای این نوع از سقف‌ها عدم استفاده از ساینده‌های مستحکم و حلال‌های پایهٔ پتروشیمی الزامی و حیاتی است.
پوشش‌های ورقی پلی استری تکه‌تکه شده به الیاف لاستیک بوتیلی یک نوار تک-رو ضدآب را نتیجه می‌دهد که روی اتصالات فلزی، پی وی سی، و سیمانی استفاده می‌شود. این ماده برای تعمیر و ضدآب کردن سقف‌های فلزی استفاده می‌شود.

### ماسک‌های شیمیایی و وسایل در معرض مواد شیمیایی
لاستیک بوتیلی در مواجهه با جنگ‌افزارهای شیمیایی به عنوان مادهٔ آلودگی زدا، یکی از سرسخت‌ترین الاستومرهاست. این ماده نسبت به سایر الاستومرها، مانند سیلیکون یا لاستیک بوتیلی، مستحکم تر و فشرده تر است و منفذهای کمتری دارد، اما استحکامش به گونه‌ایست که امکان تولید درزگیر مقاوم در برابر نفوذ هوا را دارد. خوردگی و شکست لاستیک بوتیلی در مواجهه با موادی مانند آمونیاک یا حلال‌های غلیظ، آرام‌تر از سایر الاستومرهاست. به همین دلیل، در ساخت ماسک‌های شیمیایی و سایر پوشش‌های محافظ، از این ماده برای درزگیری و آب‌بندی استفاده می‌شود.

### سربطری‌های دارویی
لاستیک‌های بوتیلی و بروموبوتیلی به‌طور معمول برای تولید سربطری‌های لاستیکی جهت آب‌بندی و درزگیری ویال‌ها و بطری‌های دارویی استفاده می‌شود.

### آدامس

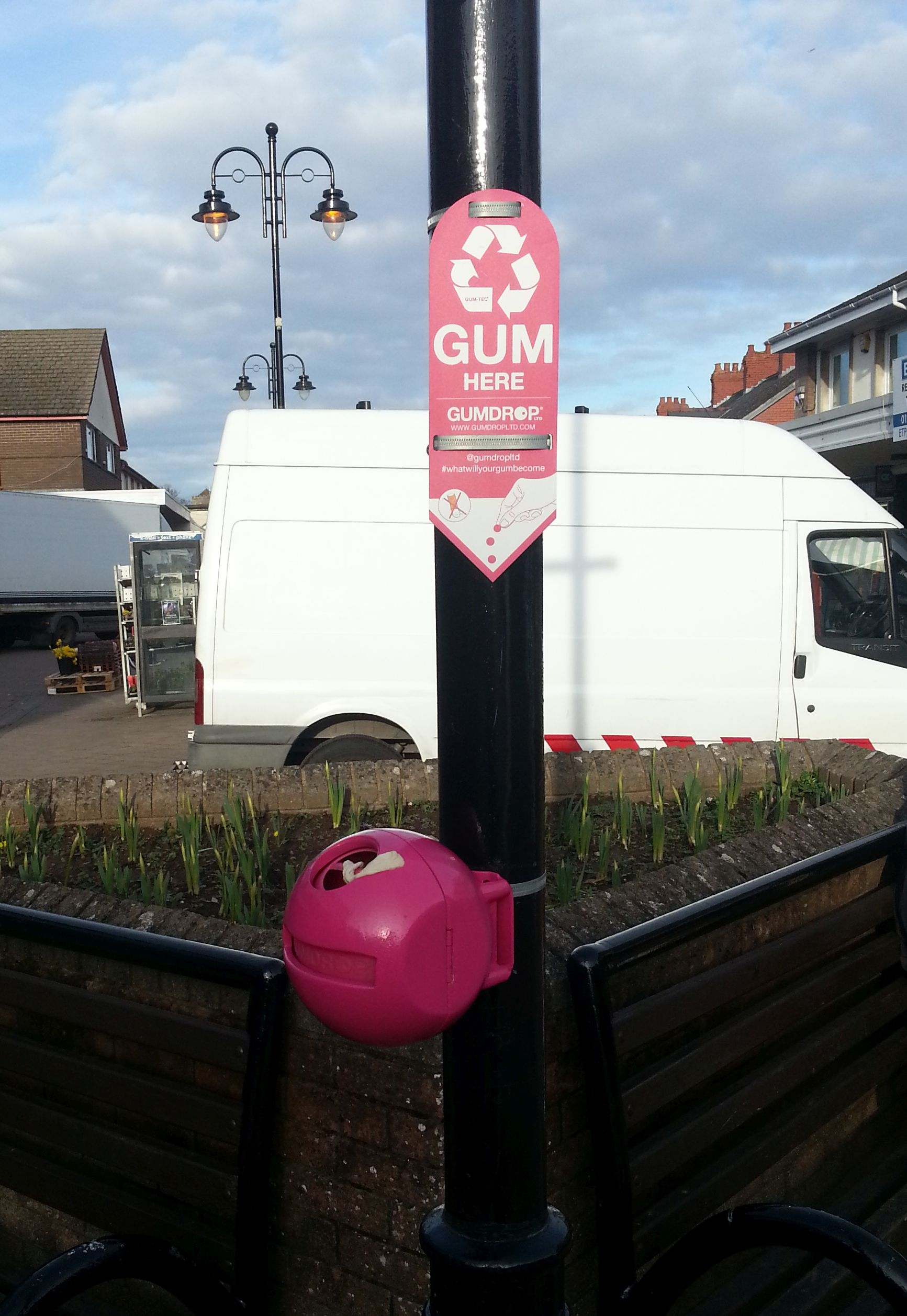
سطل جمع‌آوری آدامس گام دراپ

اغلب آدامس‌های جدید از لاستیک بوتیلی خوراکی به عنوان پایهٔ اصلی آدامس استفاده می‌کنند که این مورد نه تنها کش‌آمدگی آدامس را افزایش می‌دهد، بلکه کیفیتی سرسخت و چسبناک از آن ارائه می‌کند. این چسبناکی بیش از حد، برخی شهرداری‌ها را وادار کرده که برای پوشش هزینه‌های حذف آدامس از سطح شهر و اماکن عمومی، تقاضای مالیات کنند.
آدامس بازیافت شده به عنوان منبع پلی ایزوبوتیلن بازیافت شده استفاده می‌شود. میان باقی محصولات، این لاستیک پایه در شمایل لیوان‌های قهوه و سطل‌های مخصوص جمع آوری زباله آدامس تولید شده‌است. با پر شدن این سطل‌ها، خود سطل و محتویاتش به تکه‌های ریزی خرد می‌شوند و مجدداً بازیافت می‌شوند.

### پنجره‌های عایق
پلی ایزوبوتیلن به عنوان درزگیر اصلی یک واحد پنجرهٔ عایق در ساخت و سازهای تجاری و مسکونی شناخته می‌شود که آب‌بندی هوایی و مرطوب پنجره را تأمین می‌کند.

### تایرها
لاستیک بوتیلی و لاستیک هالوژنی شده به عنوان نگه‌دارنده‌های جداره داخلی تایرها شناخته می‌شوند که هوا را در تایر محبوس می‌سازد.